# Пантеон в ограде Осетинской церкви
«Пантеон в ограде Осетинской церкви» — наименование некрополя, который находится на территории Осетинской церкви на пересечении улиц Рождественской, 20 и Коста Хетагурова, 23 в Иристонском районе города Владикавказа, Северная Осетия-Алания. Выявленный объект культурного наследия России.
В некрополе похоронены генералы царской армии, Герои Советского Союза, советские военачальники и видные общественные, культурные, научные и государственные деятели осетинского народа и лица, связанные с историей Владикавказа и Северной Осетии.

## Расположение
Некрополь расположен на одном из отрогов горы Тарской в южной части старого города в историческом районе «Осетинская слобода». На южной стороне некрополя находится подпорная кирпичная стена, выходящая на улицу Коста Хетагурова, на западной стороне некрополь ограничивает забор и обрыв, выходящие на Кривой переулок, на севере находится кирпичный забор, выходящий на Рождественскую улицу и на востоке некрополь огранивает кирпичная стена школы имени Коста Хетагурова.
Некрополь окружает Осетинскую церковь и находится на её территории. Вход на некрополь по каменной лестнице с угла улицы Коста Хетагурова и Кривого переулка, въезд на территорию Осетинской церкви — с Рождественской улицы.

## История
Первые захоронения на территории современной Осетинской церкви относятся к середине XIX века. Здесь был перезахоронен с некрополя Спасо-Преображенского собора Владикавказской крепости прах первого начальника Владикавказского округа генерал Пётр Нестеров. Здесь были похоронены князь Александр Туманов (ум. 1872), первый настоятель Осетинской церкви Аксо Колиев (ум. 1866), осетинские священники Михаил Сухиев, Алексей Гатум и Соломон Жускаев. Могилы этих личностей до нашего времени не сохранились.
В 1906 году здесь был похоронен осетинский поэт Коста Хетагуров, после чего некрополь получил престижность среди местных жителей и в некрополе стали хоронить различных выдающихся представителей осетинского народа. Надгробие на могиле Коста Хетагурова было установлено в 1979 году в 120-ю годовщину со дня его рождения.
В 1924 году восточная часть некрополя была отчуждена и передана для строительства под детский сад, который впоследствии был преобразован в 1937 году в школу имени Коста Хетагурова. Детский сад был огорожен от некрополя кирпичной стеной.
С 1935 года стало местом захоронения известных советских деятелей.
В 2020 году на территории некрополя происходили работы по укреплению стены со стороны улицы Хетагурова, которая разрушалась в результате давления земли. Согласно председателю Комитета по охране и использованию объектов культурного наследия Эмилии Агаевой в 2020 году в Правительстве Республики Северной Осетии — Алании рассматривался вопрос об эксгумации нескольких захоронений, что вызвало недовольство родственников похороненных. Во Владикавказ были приглашены московские специалисты, которые предложили другой вариант укрепления разрушающейся стены некрополя.

## Список захоронений
- Абаев Василий Иванович (1900—2001), учёный-лингвист. Объект культурного наследия;
- Ардасенов Алихан Губиевич (1852—1917), революционер-народоволец. Объект культурного наследия;
- Баев Михаил Георгиевич (1837—1895), генерал-лейтенант;
- Баев Гаппо Васильевич (1869—1939), городской глава Владикавказа. Умер в Берлине, перезахоронен в 1995 году;
- Баев Хусина, XIX век, офицер русской армии, могила не сохранилась;
- Берестиев Павел Максимович (1913—1981), Герой Советского Союза. Объект культурного наследия;
- Битиев Степан Николаевич (1913—1966), министр культуры Северной Осетии;
- Боциев Борис Тимофеевич (1901—1944), поэт. Объект культурного наследия;
- Бритаев Батырбек Аузбиевич (1903—1957), председатель Госплана Северной Осетии;
- Гапбаев Иван Александрович (1915—1975), министр культуры Северной Осетии;
- Гатагов Сосланбек Бекирович (1932—1982), заслуженный врач РСФСР. Объект культурного наследия;
- Гатуев Алексей (Куку) Георгиевич (1840/42—1909), священник. Могила не сохранилась;
- Гиоев Георгий Иванович, XIX, брандмейстер;
- Гиоев Иосиф (Дахцко) Георгиевич (1855—1907), инженер путей сообщения;
- Гонобоблев Николай Павлович (1912—1982), заместитель председателя Совета Министров Северной Осетии;
- Гугкаев Сергей Савельевич (1912—1966), первый секретарь горкома КПСС Владикавказа.
- Гулуев Андрей Семёнович (1892—1979), поэт. Объект культурного наследия;
- Гусов Фёдор (Татаркан) Дудурович (1851—1913), полковник;
- Джанаев Иван Васильевич (1896—1947), поэт. Объект культурного наследия;
- Джимиев Георгий Савельевич (1907—1944), драматург и кинорежиссёр. Объект культурного наследия;
- Дзарасов Ибрагим Касполатович (1906—1980), почётный железнодорожник СССР;
- Дзилихов Михаил Бабуевич (1918—1984), генерал-майор, почётный гражданин Волгограда;
- Дзокаев Константин Хаматканович (1894—1954), председатель Верховного Совета Северной Осетии. Объект культурного наследия;
- Дзусов Ибрагим Магометович (1905—1980), генерал-майор, Герой Советского Союза. Объект культурного наследия;
- Елекоев Александр Газбоевич (1980—1947), министр здравоохранения Северной Осетии;
- Епхиев Татари Асланбекович (1911—1956), поэт, драматург. Объект культурного наследия;
- Зыков Александр Васильевич (1915—1976), председатель Госплана Северной Осетии;
- Калоев Заурбек Забеевич (1876—1935), член ЦИК КПСС. Объект культурного наследия;
- Камбердиев Мисост Бимболатович (1909—1931), поэт. Объект культурного наследия;
- Кантиев Мурат Константинович (1928—1978), генерал-майор;
- Коблов Сергей Константинович (1915—1954), подполковник, Герой Советского Союза. Объект культурного наследия;
- Колиев Аксо (1823—1866), осетинский священник-просветитель;
- Коцоев Арсен Борисович (1872—1944), поэт, драматург. Объект культурного наследия;
- Кулов Кубади Дмитриевич (1907—1980), 1-й секретарь Северо-Осетинского областного комитета ВКП(б);
- Левкович, XIX, генерал. Могила не сохранилась;
- Леков Кирилл (Пышыма) Савельевич (1897—1949), революционер. Объект культурного наследия;
- Мамсуров Дабе Хабиевич (1909—1966), писатель. Объект культурного наследия;
- Моргоев Бек Хаджимусаевич (1915—1978), Герой Советского Союза. Объект культурного наследия;
- Пётр Петрович Нестеров (1808—1854), первый начальник Владикавказского округа. Могила не сохранилась;
- Семёнов Леонид Петрович (1886—1959), учёный-кавказовед. Объект культурного наследия;
- Скитский Борис Васильевич (1884—1959), учёный-кавказовед. Объект культурного наследия;
- Сланов Леонид Алексеевич (1901—1969), генерал-майор. Объект культурного наследия;
- Сухиев Михаил Гаврилович (1839—1904), священник. Могила не сохранилась;
- Тамаев Владимир Хаджимуссаевич (1905—1939), председатель Верховного Совета Северной Осетии. Объект культурного наследия;
- Таутиев Соломон Кириллович (1909—1946), народный артист Северной Осетии. Объект культурного наследия;
- Таучелов Арсений (Асламурза) Аоександрович (1843—1907), генерал-майор. Могила не сохранилась;
- Токаев Василий Асланбекович (1910—1977), депутат Владикавказского горсовета;
- Тотоев Михаил Сосланбекович (1910—1979), историк. Объект культурного наследия;
- Тотрова Эмма Абхазовна (1938—1982), ректор СОГМИ;
- Туаева Ольга Николаевна (1886—1956), историк. Объект культурного наследия;
- Туганов Махарбек Сафарович (1870—1952), народный художник Северной Осетии. Объект культурного наследия;
- Туманов Александр Георгиевич (1821—1872), князь, генерал-майор;
- Тускаев Иван Иванович (Хасанби Махаматович) (1849—1919), главный лесничий Терской области. Могила не сохранилась;
- Тхапсаев Владимир Васильевич (1910—1981), народный артист СССР. Объект культурного наследия;
- Уруймагова Езетхан Алимарзаевна (1905—1955), писательница. Объект культурного наследия;
- Хасиев Георгий Петрович (? — 1917), поручик;
- Коста Леванович Хетагуров (1859—1906), основоположник осетинской литературы. Объект культурного наследия;
- Цаликов Кантемир Александрович (1908—1944), генерал-майор. Объект культурного наследия;
- Цогоев Лев Владимирович (1926—1980), заместитель председателя Совмина Северной Осетии. Объект культурного наследия;
- Цоколаев Геннадий Дмитриевич (1916—1976), Герой Советского Союза. Объект культурного наследия;
- Шилов Сергей Андреевич (1922—1979), Герой Советского Союза. Объект культурного наследия.